# Evidenza pubblica
L'evidenza pubblica, secondo la legge italiana, è la procedura principale e necessaria con la quale la pubblica amministrazione italiana svolge la sua attività negoziale nell'individuazione di un contraente per il reperimento sul libero mercato di forniture, servizi e opere, come ad esempio nel caso dell'appalto. Il concetto, sebbene non espressamente chiamato con questa espressione, fu introdotto dal regio decreto n. 2420 del 1923 (artt. 3 e ss.) recante "Nuove disposizioni sull'amministrazione del patrimonio e sulla contabilità dello Stato" e dal successivo regolamento attuativo (r.d. n. 827/1924) i quali sono in parte ancora in vigore.

## Disciplina normativa
È regolata dal D.lgs. 36/2023 (Codice dei contratti pubblici) - emanato in attuazione delle direttive europee 2014/24/UE sugli appalti pubblici, la direttiva 2014/25/UE relativa ai settori speciali, la direttiva 2014/23/UE sui contratti di concessione - che ha sostituito la precedente normativa. Nonostante il mercato di riferimento a cui attingere sia quello libero, il particolare fine della tutela dei pubblici interessi e della trasparenza e legalità impongono il riferimento a procedure normate dal diritto amministrativo.
L'equilibrio della procedura di evidenza pubblica è stato creato per conciliare le esigenze di legalità e autonomia della pubblica amministrazione nel perseguimento del pubblico interesse con le esigenze di trasparenza e libertà di accesso dei partecipanti nonché della garanzia del corretto reperimento delle risorse sul libero mercato perseguendo economicità, efficienza ed efficacia. 
Si può derogare all'obbligo di evidenza pubblica: 
1. in caso di società in house;
2. in caso di somma urgenza;
3. in caso di procedura deserta;
4. in caso di attività secretate.

## Le fasi
La procedura ad evidenza pubblica si può articolare sinteticamente in 4 distinte fasi:
1. Deliberazione a contrarre
2. Scelta del contraente
3. Aggiudicazione
4. Stipula del contratto

Le fasi presentano complessità differenti a seconda del tipo e dell'importo degli affidamenti, poiché si inseriscono altri procedimenti specifici che prevedono ulteriori sub-procedimenti, a seconda delle soglie comunitarie: gli importi per tipologia di contratto (forniture, servizi e lavori) al di sopra dei quali l'appalto è considerato di interesse o rilevanza comunitaria e quindi soggetto a particolari procedure.
Stipulato il contratto parte l'esecuzione dei lavori o la fornitura dei beni e/o dei servizi, sulla quale il soggetto appaltante ha diritto di effettuare controlli in corso di svolgimento e controlli finali. Si possono presentare i rilievi tecnici attinenti anche prima della chiusura lavori.

## Il procedimento
1. Deliberazione a contrarre. Inizialmente l'amministrazione procedente emette un atto nel quale evidenzia l'oggetto contrattuale e la sua valutazione (a corpo, a misura) motivando le ragioni che la portano a contrattare in vista dell'interesse pubblico che vuole perseguire, e lo strumento negoziale, ovvero il tipo di procedura scelta tra:
  1. procedura aperta ovvero pubblico incanto o asta pubblica che svolge con la Pubblicazione dell'avviso d'asta e prosegue con la verifica dei requisiti di legge dei candidati per poi arrivare al vero e proprio svolgimento dell'asta (esperimento della gara e formazione del prezzo) fino all'aggiudicazione
  2. procedura ristretta (o licitazione privata), nella quale invece vengono invitati solo un numero chiuso di concorrenti precedentemente qualificati
  3. procedura negoziata (o trattativa privata): l'unico contraente con il quale intavolare la trattativa viene scelto in modo diretto
  4. dialogo competitivo (o appalto concorso): solo i concorrenti ritenuti idonei in seguito ad una selezione sono invitati a presentare progetti tecnici di lavori e forniture che verranno opportunamente valutati. Questo procedimento è d'ufficio che deve iniziare con una comunicazione attraverso un bando di gara disciplinata da "lex specialis" (leggi speciali per ogni bando). Accanto al bando sono previsti i capitolati d'oneri, cioè delle specifiche tecniche che riguardano i bandi in determinati settori che possono essere generali (regole tecniche pubbliche) o speciali (regole tecniche determinate per quel bando). Nel bando sono specificati i requisiti di ammissione che sono: soggettivi (riguardano l'impresa e possono essere personali o impersonali) oppure oggettivi che si distinguono in economici (capacità economica di reggere l'appalto) e tecnici (macchinari, certificazioni ed altri requisiti tecnici). Se non si dimostrano i requisiti soggettivi ed oggettivi si viene esclusi.
2. Aggiudicazione: il Codice dei contratti pubblici prevede la scelta fra il criterio del prezzo più basso e quello dell'offerta economicamente più vantaggiosa dove quest'ultima considera una più ampia gamma di fattori rispetto al mero prezzo. Dopo i pertinenti controlli nelle gare avviene l'aggiudicazione
3. Stipula. Dopo l'aggiudicazione, entro 60gg si deve procedere con la stipula del contratto, ma non prima di 35gg (come stabilito dal d.lgs 20 marzo 2010, n.53) dall'avviso dell'esito della gara dei cointeressati per permettere eventuali ricorsi ai concorrenti non aggiudicatari